# Helictotrichon compressum
Helictotrichon compressum là một loài thực vật có hoa trong họ Hòa thảo. Loài này được (Heuff.) Henrard mô tả khoa học đầu tiên năm 1940.